# Eruguera de Wallacea
L'eruguera de Wallacea (Coracina personata) és una espècie d'ocell de la família dels campefàgids (Campephagidae). Habita boscos i sabanes de les Illes Petites de la Sonda des de Sumbawa fins Romang, Sermata i illa de Timor. També a les illes Kai i Tanimbar.